# Elbląg
Pour l’article homonyme, voir Elbląg (homonymie).
Elbląg (prononcer :  ['ɛlblɔŋk], dialecte polonais local : Elbiąg, [εlbiɔ̃g] ; Elbing en allemand ; Truso en vieux-prussien) est une ville du nord de la Pologne comptant 128 700 habitants. Cette forteresse teutonique, ancienne ville hanséatique, est aujourd'hui le chef-lieu du powiat d'Elbląg ainsi que du powiat-ville d'Elbląg, situé dans la voïvodie de Varmie-Mazurie depuis 1999, auparavant capitale de la voïvodie d'Elbląg (1975-1998), ou faisant partie de la voïvodie de Gdańsk (en) (1945-1975).
La ville est située sur la rivière Elbląg reliant le lac Drużno à la baie de la Vistule.

## Nom de la ville
Selon diverses sources, le nom de la rivière ayant donné son nom à la ville a des origines vieux-prussiennes ou germaniques (gotique). Sources anciennes : rivière Ilfing (890), Castrum de Elbingo quod a nomine fluminis Elbingum appellavit (1237 — Peter Dusburg, Chronicon Terre Prussiae), in Elbingo (1239), in Elbing (1242), in Elbinge… fluvium Elbinc (1246, charte de la ville), de Elbingo (1250), in Elbyngo (1258), vitra Elbingum (1263), Elvingo (1293), in Elbingo (1300), in Elvingo (1389), czum Elbinge (1392), czu Elbing (1403), Elwing (1410), czum Elwinge (1412), Elbing (1414–1438), Elbyang (avant 1454), Elbing (1508), ku Elbiągowi (1634), w Elblągu (1661), w Elblągu (1661).
La ville fut appelée Elbing (en allemand), en 1237, et garda ce nom (ou des variantes) jusqu'en 1945, quand il fut changé en Elbląg (en polonais).

## Histoire

### Ville vieux-prussienne de Truso
Le port de mer de Truso sur la rivière Ilfing est mentionné pour la première fois vers 890 par Wulfstan de Hedeby, un marin anglo-saxon, voyageant sur la côte sud de la mer Baltique. L'emplacement exact de Truso n'est pas certain, la côte ayant changé de façon importante, mais la plupart des historiens la situent dans ou à proximité de la ville moderne d'Elbląg.
C'était un important port de mer, actif aussi sur la baie de la Vistule à l'époque des premières routes commerciales dans la région. Les principaux biens échangés étaient l'ambre, la fourrure et les esclaves. La ville était habitée par des commerçants et artisans vieux-prussiens, et fréquentée par des marchands des régions avoisinantes (Pologne, Scandinavie). Truso déclina commercialement vers le Xe siècle, et ses fonctions reprises par Dantzig et plus tard par Elbling.
Truso occupait une position centrale sur les routes de commerce orientales, qui partaient de Birka, au nord du Gotland et de Visby sur la mer Baltique, y compris plus tard la ville hanséatique d'Elbling. De là, les commerçants gagnaient Carnuntum dans les Alpes carniques. L'ancienne route de l'Ambre conduisait vers le sud-ouest du pays et au sud-est vers la mer Noire, voire l'Asie.
La route est-ouest partait de Truso et courait le long de la mer Baltique jusqu'au Jutland, par rivières jusqu'à Hedeby, un centre commercial au centre du Jutland. Hedeby, qui se trouvait à proximité de l'actuelle ville de Schleswig au Schleswig-Holstein, occupait une position centrale et pouvait être atteinte des quatre points cardinaux, ainsi que par la mer du Nord, l'océan Atlantique et la mer Baltique.
Vers 890, Wulfstan de Hedeby entreprit un voyage par bateau de Hedeby jusqu'à Truso à l'instigation du roi Alfred le Grand. Les raisons de ce voyage restent obscures. Truso était à l'époque plus qu'un simple comptoir commercial et Alfred le Grand, roi des Anglo-Saxons, gardait des contacts étroits avec les Saxons continentaux et les Francs : peut-être une aide devait-elle être apportée à Harold pour se défendre des Danois ou Vikings qui occupaient la plus grande partie de l'Angleterre.

### Évangélisation: l’ordre Teutonique
Aux XIIe et XIIIe siècles, la contrée relevait du duché polonais de Poméranie orientale. La christianisation du territoire fut confiée à Christian, évêque de Prusse (Zantyr (en)) et à l'ordre Teutonique qui reçurent le Kulmerland en fief du duc souverain Conrad de Mazovie. L’expansion de l’État teutonique, embryon de la Prusse-Orientale, ne fut accomplie qu’une cinquantaine d’années plus tard au prix de batailles sanglantes, période durant laquelle de nouvelles places fortes, comptoirs commerciaux et villes furent fondés.
Une ville dénommée Elbing en Pogésanie fut fondée en 1237 par des commerçants allemands près des ruines d’une forteresse vieux-prussienne et du comptoir de Truso, sur l’ancienne route de l'ambre. Les chevaliers teutoniques construisirent un château, maintenant détruit. Quand la Prusse fut divisée en quatre diocèses, Elbing et la Pogésanie firent partie de l’un des nouveaux diocèses, dénommé Pomésanie.
En 1246, Elbing bénéficia du Droit de Lübeck, ce qui confirmait son importance en tant que port hanséatique (contrairement à d’autres villes d’Europe orientale, qui relevaient du droit de Magdebourg). À cette époque, c’était un port important, membre de la ligue Hanséatique, avec d’importants échanges commerciaux avec l’Angleterre, les Flandres, la France et la Hollande. La ville reçut de nombreux privilèges commerciaux d’Angleterre, de Pologne, de Poméranie, et de l’ordre Teutonique, tels le privilège de la vieille ville d'Elbing octroyé en 1343, étendu en 1393 sur le commerce du grain, métal et produits forestiers. Un autre établissement appelé ville neuve d’Elbing fut fondé en 1337, qui reçut les droits de Lübeck en 1347.
La plus ancienne copie de loi communale polonaise appelée le livre d'Elbing (pl) (Księga Elbląska), fut écrite dans la seconde partie du XIIIe siècle. Une liste de vocabulaire de la langue balte vieux prussienne, appelé Elbing-Preussisches Wörterbuch (Vocabulaire prussien d'Elbing), fut instauré vers 1350 par les administrateurs de la ville.

### Appartenance à la Ligue hanséatique

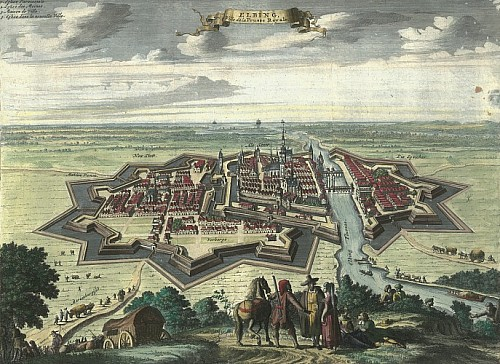
Fortifications « à l’italienne » d'Elbing.

Les villes commerçantes d'Elbing, Dantzig et Thorn, sous la direction impériale de Cologne, formaient la Ligue hanséatique.
En 1440, les villes de la Prusse orientale, poussées par la noblesse locale, formèrent la Confédération prussienne (Preussische Bund), qui se souleva victorieusement en 1454 contre les chevaliers teutoniques qui étaient quasiment en faillite. La confédération prussienne fit appel au roi de Pologne Casimir IV Jagellon pour les aider à combattre les chevaliers Teutoniques. Casimir IV en profita pour annexer la Prusse peuplée majoritairement d'Allemands et de Mazures germanisés. La ville d'Elbing fut dès lors intégrée à la province de Prusse royale sous la souveraineté de la Couronne polonaise. À partir de 1569, Elbing devint partie du royaume de Pologne-Lituanie, dont elle devient une ville royale, dans le respect des langues et des lois de chaque entité. L'administration opta dès lors pour le haut-allemand au lieu du bas-allemand, ainsi qu'il en était usage dans toutes villes hanséatiques.

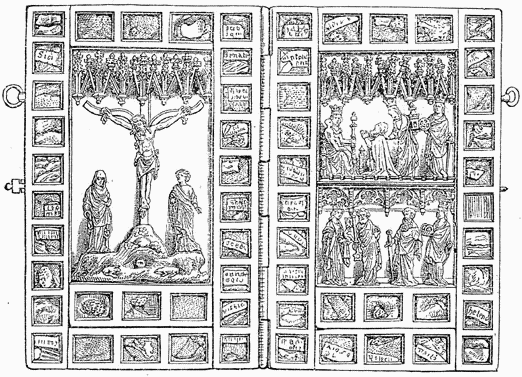
Autel de campagne des grands-maîtres de l'ordre Teutonique.

Au moment de la Réforme, les habitants de la ville devinrent protestants luthériens. Avec l'arrivée de l'érudit Willem van de Voldersgraft, les premiers enseignements furent dispensés en 1535 à Elbing.
À partir de 1579, Elbing entretint des relations commerciales étroites avec l'Angleterre, pour laquelle la ville avait accordé une exemption de taxe. Les Anglais et les Écossais établis à Elbing créèrent l'Église écossaise réformée d'Elbing. Les Écossais aidèrent la Suède protestante au cours de la guerre de Trente Ans. La rivalité de la ville avec Dantzig fut à plusieurs reprises la cause de ruptures de liens commerciaux. Vers 1618, Elbing quitta la Ligue hanséatique, se cantonnant à ses relations commerciales privilégiées avec l'Angleterre.
Parmi les habitants célèbres de la ville à cette époque on peut distinguer Hans von Bodeck (de), Samuel Hartlib ou Hartlieb et, pendant six ans, le réfugié Morave Johann Amos Comenius. En 1646, le chroniqueur de la ville d'Elbing, Daniel Barholz, nota que le conseil communal d'Elbing incluait des Bernsteindreher, ou Paternostermacher, qui étaient des artisans patentés pour le travail de l'ambre. La famille donna des maires, des conseillers communaux, etc. Le poète Christian Wernicke (de) est né en 1661 à Elbing. Gottfried Achenwall (1719 Elbing + 1772 Göttingen) devint célèbre pour ses enseignements de la loi naturelle et des droits de l'homme.
En mars 1757, la France se flattait, dans le cadre du partage très anticipé des « dépouilles du roi de Prusse » d'obtenir la cession d'Elbing afin de favoriser son commerce avec la Pologne et d'être moins dépendante de Dantzig ; « Les Polonais nous verraient avec plaisir en possession de cette hypothèque ».
Le cartographe impérial Johann Friedrich Endersch (de) d'Elbing établit une carte de Warmie en 1755 et réalisa une gravure à l'eau forte d'un galion dénommé Die Stadt Elbing (Ville d'Elbing).
Lors du premier partage de la Pologne en 1772, la ville perdit ses privilèges de ville-État et fut annexée par le royaume de Prusse. De 1818 à 1945, Elbing est le chef-lieu de l'arrondissement d'Elbing dans le district de Dantzig au sein de la province de Prusse-Occidentale.

### Industrialisation
En 1828, le premier bateau à vapeur fut construit par Ignatz Grunau. En 1837 Ferdinand Schichau lança l'arsenal de Schichau à Elbing et plus tard un autre arsenal près de Dantzig. Schichau construisit le Borussia, le premier navire à hélice d'Allemagne. L'arsenal Schichau d'Elbing construisit également différentes machines, des bateaux, des moteurs à vapeur, des torpilles. Après l'inauguration du train vers Königsberg en 1853, l'industrie à Elbing commença à se développer fortement. Schichau travailla avec son beau-fils Carl H. Zise, qui dirigea les ateliers après la mort de Schichau. Schichau érigea également des logements pour les milliers de travailleurs de ses industries.
Un autre ingénieur prussien, Georg Steenke (de) de Königsberg, relia Elbing sur la mer Baltique au sud de la Prusse, en construisant le canal d'Oberland.
Elbing devenant une ville industrielle, le Parti social-démocrate d'Allemagne (SPD) gagna la majorité des voix (51 %) au Reichstag en 1912.
De nombreux habitants d'Elbing s'enfuirent à l'approche des troupes soviétiques en 1944. Tous ceux qui étaient retournés ou restés furent expulsés de leur ville natale au terme de la Seconde Guerre mondiale, lorsque la ville échut à la Pologne et le plus grand déplacement de population du siècle eut lieu, avec le remplacement des Allemands par des Polonais, parfois eux-mêmes expulsés des provinces de l'est polonais devenues ukrainiennes.
Au cours du siège en février 1945, la vieille ville fut incendiée et détruite à 65 %. Après la guerre, les matériaux d'une partie des ruines furent utilisés pour reconstruire Varsovie et Dantzig devenue Gdańsk. Pratiquement tout le reste de la vieille ville fut détruit dans les années 1960 et 1970.

### Camps de concentration d’Elbing
Elbing à l'époque nazie abrita trois camps de concentration allemands, connus sous les noms d'Elbing, Elbing (Org. Todt) et Elbing (Schinau), qui étaient des camps de concentration satellites du camp de Stutthof.

### Histoire après 1945
Après l'expulsion de la population allemande, la ville fut repeuplée par des Polonais et prit le nom d'Elbląg. 98 % des nouveaux habitants étaient des Polonais expulsés des zones annexées par l'Union soviétique ou des paysans de villages surpeuplés de Pologne centrale.
Les autorités communistes envisagèrent de reconstruire la vieille ville, détruite en 1945. Les difficultés économiques ne permirent pas de mettre ce plan en œuvre. Les ruines de la vieille ville furent abattues dans les années 1960 et seules deux églises furent réhabilitées.
En 1949, pendant la guerre froide, l'incendie accidentel d'une usine entraîna l'arrestation de plus de cent personnes soupçonnées d'espionnage et de sabotage. L'affaire d'Elbląg s'acheva par un acquittement général en 1956.
Elbląg fut l'une des villes théâtre d'émeutes en 1970, en même temps que Trójmiasto et Szczecin.
Après 1989, la restauration de la vieille ville commença. Les autorités locales décidèrent de la reconstruire avec des maisons de même taille et dimension que les constructions historiques. Parfois, des parties plus anciennes ont été intégrées dans les nouvelles constructions. Environ les deux tiers de la ville ont été reconstruits.
Depuis les débuts de la restauration, un important travail archéologique est également mené. L'essentiel du patrimoine historique de la ville fut détruit au cours du XIXe siècle et en 1945. Les fondations ne furent cependant pas détruites et les caves et latrines recèlent de nombreuses trouvailles. Celles-ci alimentent les musées de la ville : parmi les pièces, on trouve notamment les seules lunettes du XVe siècle en Europe.
Depuis 1990, une minorité allemande est de retour dans l'ancienne Elbing, appelée Elbinger Minderheit, comptant quelques centaines de personnes.

## Climat
| Mois                                             | jan.       | fév.      | mars       | avril     | mai       | juin      | jui.      | août      | sep.      | oct.      | nov.       | déc.       | année      |
| ------------------------------------------------ | ---------- | --------- | ---------- | --------- | --------- | --------- | --------- | --------- | --------- | --------- | ---------- | ---------- | ---------- |
| Température minimale moyenne (°C)                | −3,6       | −3        | −0,5       | 3,9       | 8,1       | 11,4      | 13,9      | 13,8      | 10        | 5,6       | 1,7        | −1,9       | 4,9        |
| Température moyenne (°C)                         | −1,4       | −0,5      | 2,7        | 8,2       | 12,7      | 15,9      | 18,2      | 18        | 13,7      | 8,6       | 3,8        | 0,2        | 8,3        |
| Température maximale moyenne (°C)                | 0,9        | 2,2       | 6,3        | 12,9      | 17,8      | 20,8      | 22,9      | 23        | 18,1      | 12,1      | 6          | 2,2        | 12,1       |
| Record de froid (°C) date du record              | −30,1 1979 | −30 1956  | −21,6 1987 | −6,2 2013 | −3,5 2007 | −0,2 1951 | 4,4 1992  | 3,4 1973  | −1,7 1986 | −8,5 1956 | −16,9 1998 | −22,2 1969 | −30,1 1979 |
| Record de chaleur (°C) date du record            | 12,9 2007  | 17,7 1990 | 22,4 1968  | 29 2012   | 32 1979   | 33,1 2000 | 36,5 1994 | 35,7 1992 | 30,6 1951 | 26,5 1966 | 18,1 1968  | 13 1961    | 36,5 1994  |
| Ensoleillement (h)                               | 40,4       | 67        | 128,6      | 199,8     | 257       | 243,5     | 246,7     | 237,5     | 164,8     | 104,4     | 44         | 29,5       | 1 767,3    |
| Précipitations (mm)                              | 47,4       | 37,7      | 40,8       | 37        | 58,6      | 70,2      | 87,1      | 77,9      | 73,9      | 70,3      | 57,8       | 56,4       | 715        |
| dont neige (cm)                                  | 223        | 198,1     | 94,7       | 13        | 0         | 0         | 0         | 0         | 0         | 5,9       | 37,1       | 100        | 671,7      |
| Nombre de jours avec précipitations              | 10,9       | 9,4       | 9,2        | 7,4       | 9,6       | 10,2      | 10        | 10,2      | 9,8       | 11,1      | 10,1       | 11,4       | 107        |
| dont nombre de jours avec précipitations ≥ 10 mm | 0,7        | 0,5       | 0,6        | 0,8       | 1,6       | 2,2       | 2,7       | 2,6       | 2,2       | 2         | 1,7        | 1,2        | 18,8       |
| Humidité relative (%)                            | 87,5       | 84,2      | 77,8       | 70,2      | 71,7      | 74,8      | 76,6      | 76,1      | 80,4      | 84,5      | 89,4       | 89,7       | 80,3       |
| Nombre de jours avec neige                       | 19,5       | 16,8      | 8,1        | 1,2       | 0         | 0         | 0         | 0         | 0         | 0,4       | 4,9        | 12,5       | 62,6       |

| Diagramme climatique                                  |           |             |           |             |              |              |            |            |             |          |             |
| J                                                     | F         | M           | A         | M           | J            | J            | A          | S          | O           | N        | D           |
| 0,9−3,647,4                                           | 2,2−337,7 | 6,3−0,540,8 | 12,93,937 | 17,88,158,6 | 20,811,470,2 | 22,913,987,1 | 2313,877,9 | 18,11073,9 | 12,15,670,3 | 61,757,8 | 2,2−1,956,4 |
| Moyennes : • Temp. maxi et mini °C • Précipitation mm |           |             |           |             |              |              |            |            |             |          |             |

## Transports
- Elbląg est à la charnière de l'antenne routière desservant le port maritime de Gdansk : par la route nationale 7 (Droga krajowa 7, autrefois Reichsstraße 130) elle permet la liaison vers Varsovie, par la route nationale 22 (Droga krajowa 22, autrefois Reichsstraße no 1) elle s'embranche sur la liaison paneuropéenne entre Kaliningrad et  Gorzów Wielkopolski, non loin de la frontière allemande
- Gare ferroviaire des PKP
- Réseau de tramways
- Canal d'Elbląg
- Canal de la presqu'île de la Vistule

## Sport
- Football : Olimpia Elbląg.

## Personnalités
- Samuel Hartlib (1600-1662), érudit actif en Angleterre
- Hans Neufeldt (1874-1963), ingénieur, y est né.
- Bogusław Nowicki, auteur-compositeur-interprète, né à Elbląg
- Ryszard Rynkowski, chanteur, né à Elbląg
- Mina Puccinelli, révolutionnaire et journaliste, née à Elbląg

## Jumelage
La ville de Elbląg est jumelée avec :
- Baltiisk (Russie) depuis 1994
- Baoji (Chine) depuis 1997
- Compiègne (France) depuis le 26 mai 2000
- Coquimbo (Chili) depuis 1995
- Druskininkai (Lituanie) depuis 1996
- Kaliningrad (Russie) depuis 1994
- Leer (Allemagne) depuis le 23 juin 2001
- Liepāja (Lettonie) depuis 1991
- Navahrudak (Biélorussie) depuis 1995
- Nowy Sącz (Pologne)
- Ronneby (Suède) depuis le 16 mai 1991
- Ternopil (Ukraine) depuis 1992
- Comté de Wiltshire (Royaume-Uni) depuis le 30 mars 2000
- Tainan (Taïwan) depuis le 29 avril 2004